# Aiguille de Nardis
L'aiguille de Nardis est un sommet des Alpes culminant à 3 289 m d'altitude, au sein du massif Adamello-Presanella en Italie.

## Première ascension
La première ascension a été réalisée le 28 juillet 1885 par Alberto de Falkner avec son fils Orazio, I. Salvatori et A. Tambosi, et les guides Antonio Dalla Giacoma et Angelo Ferrari.